# 알렉산드라 페도리바
알렉산드라 안드레예브나 페도리바(러시아어: Алекса́ндра Андре́евна Фе́дорива, 1988년 9월 13일~)는 러시아의 육상 선수로 주 종목은 단거리달리기이다.

## 경력
모스크바에서 태어난 페도리바는 허들의 전문적 선수로서 자신의 경력을 시작하였다. 그녀는 3개의 세계 주니어 선수권에 나갔는 데, 2005년에는 100m 허들의 준결승전에 도달하고 2006년에는 4위를 하다가, 이듬해 금메달을 따냈다. 2007년에 60m 허들을 8.22초의 러시아 주니어 기록을 달렸으며, 그 기록은 5년간 보유되었다.
2008년 베이징 올림픽에서 러시아를 대표하여 율리야 체르모샨스카야, 율리야 구시나와 예브게니야 폴랴코바와 팀을 이루어 400m 릴레이에서 42.31초로 우승하였다. 2016년 8월, 체르모산스카야의 도핑 위반으로 400m 릴레이 금메달이 박탈되었다.
2009년 유럽 23세 이하 선수권 대회는 그녀가 200m 타이틀을 우승하면서 더욱 긴 거리로 들어가는 것을 보았다.
2010년 세계 실내 선수권 대회에서 60m 허들 준결승전에 도달하였으나 실외 시즌에서 더욱 긴 단거리 종목에 더욱 위대한 성공을 찾았는데, 그해 유럽 선수권에서 200m 동메달과 컨티넨털 컵에서 그 종목의 금메달을 땄다.
2011년에는 유럽 팀 선수권에서 100m 3위를 하고, 세계 육상 선수권 대회에서는 그 종목의 준결승전에 도달하였다. 그 대회에서 릴레이의 최종 주자를 맡으면서 5위를 하였다.
2012년 러시아 선수권 대회에서 400m 실내 데뷔를 하여 51.18초와 함께 우승을 거두었다. 런던 올림픽에서는 200m 준결승전에서 3위를 하여 결승전 진출에 실패하였다.